# Coaxana
Coaxana là chi thực vật có hoa trong họ Apiaceae.